# Termitopteryx lohmanderi
Termitopteryx lohmanderi är en mångfotingart som beskrevs av Karl Wilhelm Verhoeff 1941. Termitopteryx lohmanderi ingår i släktet Termitopteryx och familjen fingerdubbelfotingar. Inga underarter finns listade i Catalogue of Life.